# Chlorissa syrene
Chlorissa syrene là một loài bướm đêm trong họ Geometridae.